# 伊拉克入侵科威特
伊拉克入侵科威特，又作伊拉克-科威特战争，或作科威特战争，是伊拉克复兴党政权与科威特酋长政权间的一次军事冲突。该冲突导致了伊拉克对科威特长达7个月的占领，及接下来由美国主导的直接军事干预，即海湾战争，以及科威特油田大火。
1990年，伊拉克谴责科威特通过定向鑽孔技术窃取伊拉克蕴藏的石油。不过，一些伊拉克消息来源显示萨达姆·侯赛因早在开始入侵行动前几个月就作出了攻击的决定。伊拉克无力支付超过$140亿美元的两伊战争贷款，以及科威特超量生产石油导致的伊拉克石油利润下降这两个事件，可能导致了伊拉克采取入侵行动。入侵行动始于1990年8月2日，经过两天的激烈交战，大多数科威特军事力量要么被伊拉克共和国卫队击破，要么撤退到邻国沙特阿拉伯和巴林。至此，科威特酋长国被吞并。几天后，萨达姆·侯赛因宣布其成为伊拉克第十九个行省。

## 财政贷款的纷争
两伊战争爆发时，科威特一开始保持中立，并尝试从中调停。1982年，霍梅尼公然尝试向科威特输出革命，科威特因而支持伊拉克以避免伊朗霸权。在1982-1983期间，科威特开始对伊拉克进行大量经济援助，并因此受到伊朗的敌视。伊朗多次对科威特油轮以及在布比延岛的安保人员开火。在两伊战争期间，当巴士拉港口因战争而关闭时，科威特起到了伊拉克的主要对外港口的作用。然而，当战争结束后，这两个阿拉伯邻国的友好关系却由于经济和外交因素而恶化，并最终导致了伊拉克入侵科威特。
当两伊战争结束时，伊拉克的财政状况并不足以支付科威特在战争期间给予的$140亿美元的战争贷款，因此请求免除债务。伊拉克认为两伊战争成功的阻止了伊朗对科威特的霸权。然而，由于科威特拒绝免除伊拉克的债务，导致两国关系越来越紧张。在1989年下半年，伊拉克与科威特领导人间组织了几次会议，但并未能解决债务争端。

## 经济摩擦及跨境开采

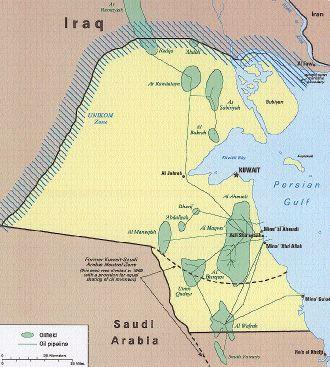
科威特油田分布

1988年，伊拉克的石油部长伊萨姆·沙拉比向OPEC国家施压，希望降低原油生产配额以结束1980年代的原油供应过剩的局面。沙拉比主张拉高油价，认为此举将帮助伊拉克提高其石油利润并支付$600亿美元的债务。然而，因为科威特拥有大量下游石油产业，所以并不担心原油价格过低，并因此于1989年向OPEC提出将国家总石油生产限额提升50%，到135万桶/日。整个1980年代，科威特的原油产量都大量的超过了OPEC的强制配额，也因此阻止了原油价格的进一步上升。因OPEC内部无法达成一致，导致伊拉克无法成功的拉升油价，结束供应过剩，也因此难以恢复被战争拖垮的经济。根据伊拉克前外交部长塔里克·阿齐兹所说：“每桶原油价格下降$1美元，就会导致伊拉克石油年收入降低$10亿美元，并在巴格达引发剧烈的财政危机“。据估算，从1985至1989年，伊拉克因科威特的石油政策每年损失达到$140亿美元。科威特拒绝石油减产被伊拉克看作是一种侵略行为。
两国不断紧张的关系在伊拉克声称科威特对伊所有的鲁迈拉油田进行跨国境线的定向钻井时更加恶化。对鲁迈拉油田的争论从1960年便开始了。当时阿拉伯国家联盟的公告将伊拉克-科威特的国境线标记在距离鲁迈拉油田最南端以北两英里处。两伊战争期间，伊拉克在鲁迈拉油田的钻井行动不断下降，与此同时，科威特在此的钻井活动不断增加。在1989年，伊拉克谴责科威特使用“先进钻井技术”来开采伊拉克在鲁迈拉油田所占的份额。伊拉克同时估算了大约有价值$24亿美元的伊拉克石油被科威特“偷采”，并要求科威特予以赔偿。科威特将此次谴责驳斥为伊拉克合理化其军事行动的手段。多个在鲁迈拉油田经营的外国公司同样把伊拉克的声明看作是“掩盖其雄心勃勃的目的的烟雾弹”。1990年7月25日，伊拉克入侵的几天前，OPEC官方人员宣布科威特与沙特阿拉伯达成石油减产协议，将石油日产量限制在150万桶，可以看作是潜在的解决了伊拉克与科威特之间的石油争端。但与此同时，已有超过十万伊拉克军队在伊拉克-科威特边界整装待发。美国官方人员则表示，尽管达成了OPEC内部的协议，但是没有任何迹象显示两国间紧张的关系得到了缓解。

## 伊拉克霸权声明

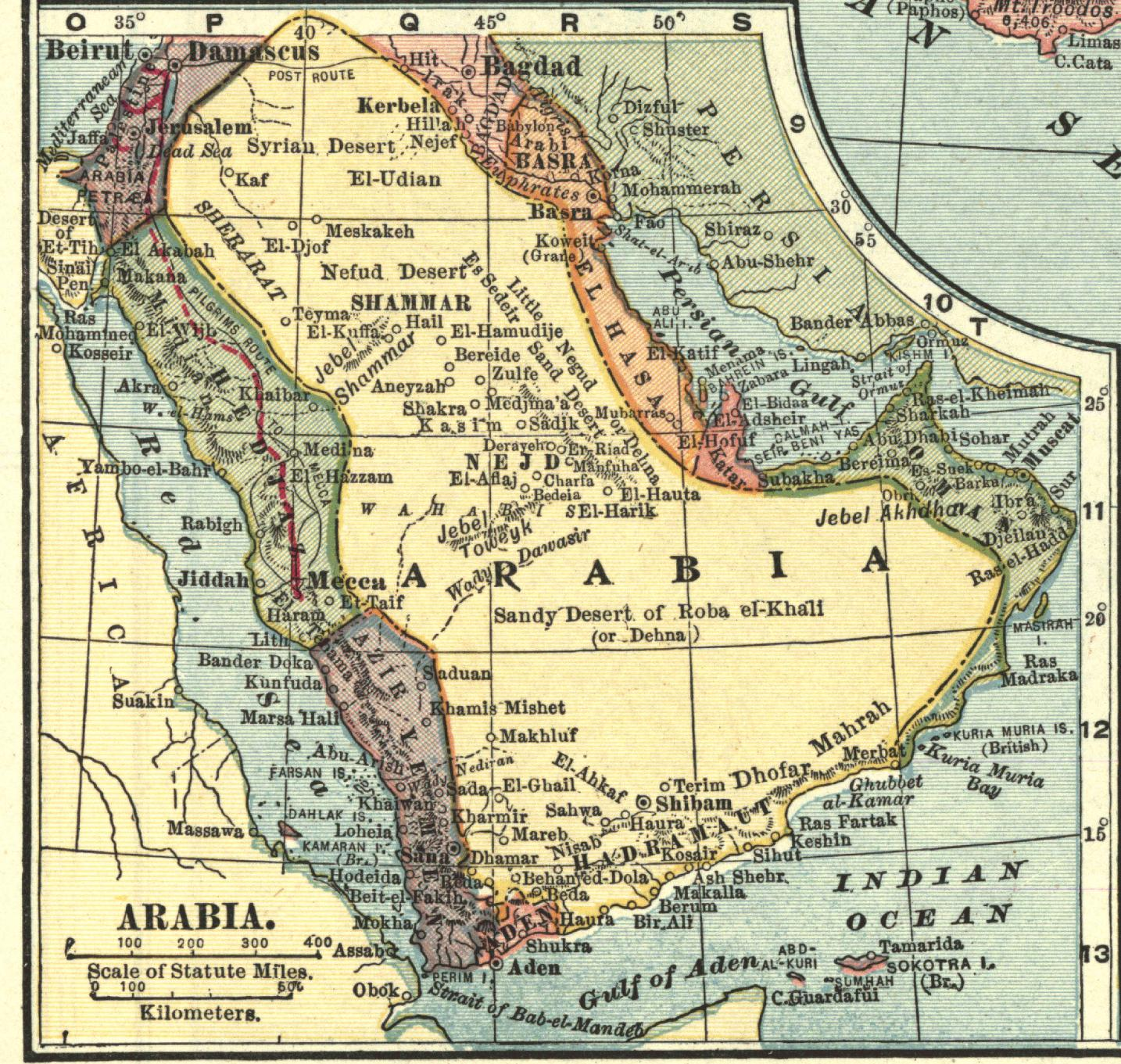
1909年奥斯曼巴士拉州范围（橙色）

许多人认为伊拉克对科威特入侵的主要原因是为了得到科威特境内的大量石油资源。伊拉克政府则为其入侵正当化。他们声称科威特自古就是伊拉克的領土一部分，科威特是因为英国的殖民而分裂出去的。英国通过签署1913年盎格鲁-奥斯曼公约而将科威特从奥斯曼帝國的领土分裂为独立的酋长国。伊拉克政府还宣称科威特酋长是非常不受科威特人民欢迎的人物。伊拉克宣称，他们通过推翻科威特酋长，给予了科威特人民更多的经济和政治自由。
科威特曾经松散地被置于奥斯曼土耳其帝國的巴士拉州的管理之下。虽然当时的统治阶层萨巴赫家族与英国在1899年缔结了一项保护协议，让英国负责其外交，但是英国并没有作出任何企图分裂使科威特脱离奥斯曼帝国的尝试。 因此，科威特与巴士拉省的边界从未明确界定或取得共识。但科威特脱离奥斯曼帝国被大英帝国保护的时代甚至没有伊拉克这个国家，伊拉克王国是由英国将奥斯曼帝国在美索不达米亚的三个省合并而成的。

## 美国的忽視

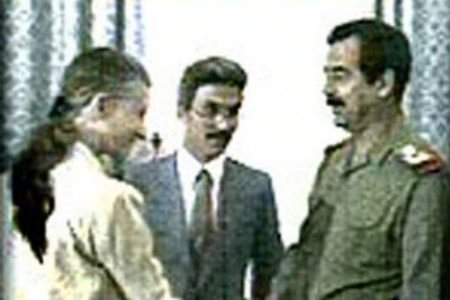
艾普·格拉斯皮与萨达姆·侯赛因第一次会面

1990年7月25日，美国驻伊大使艾普格拉斯皮要求伊拉克最高指挥部对正在边境附近集结的伊拉克部队的军事准备工作做出解释。美国大使代表华盛顿向伊拉克方面的对话者宣布，「我们从友好的，而不是对抗的角度看待科威特与伊拉克之间的分歧」并指出，「我们不发表关于阿拉伯国家间冲突的意见。」。
美国驻伊大使向萨达姆·侯赛因表示，美国不打算「对伊拉克发动经济战争」这些发言可能造成萨达姆认为美国从外交上默许伊拉克入侵科威特。
根据理查德·鲁本斯坦所说，英国记者后来曾经向格拉斯皮询问她发表上述言论的目的，她的反应是「我们没想到他会走到这一步」而「这一步」指的是入侵和吞并的整个科威特。虽然记者并没有继续问下去，但是人们可以猜想美国政府认为，在1990年七月，萨达姆·侯赛因仅仅是希望迫使科威特免除债务并降低石油产量。

## 入侵

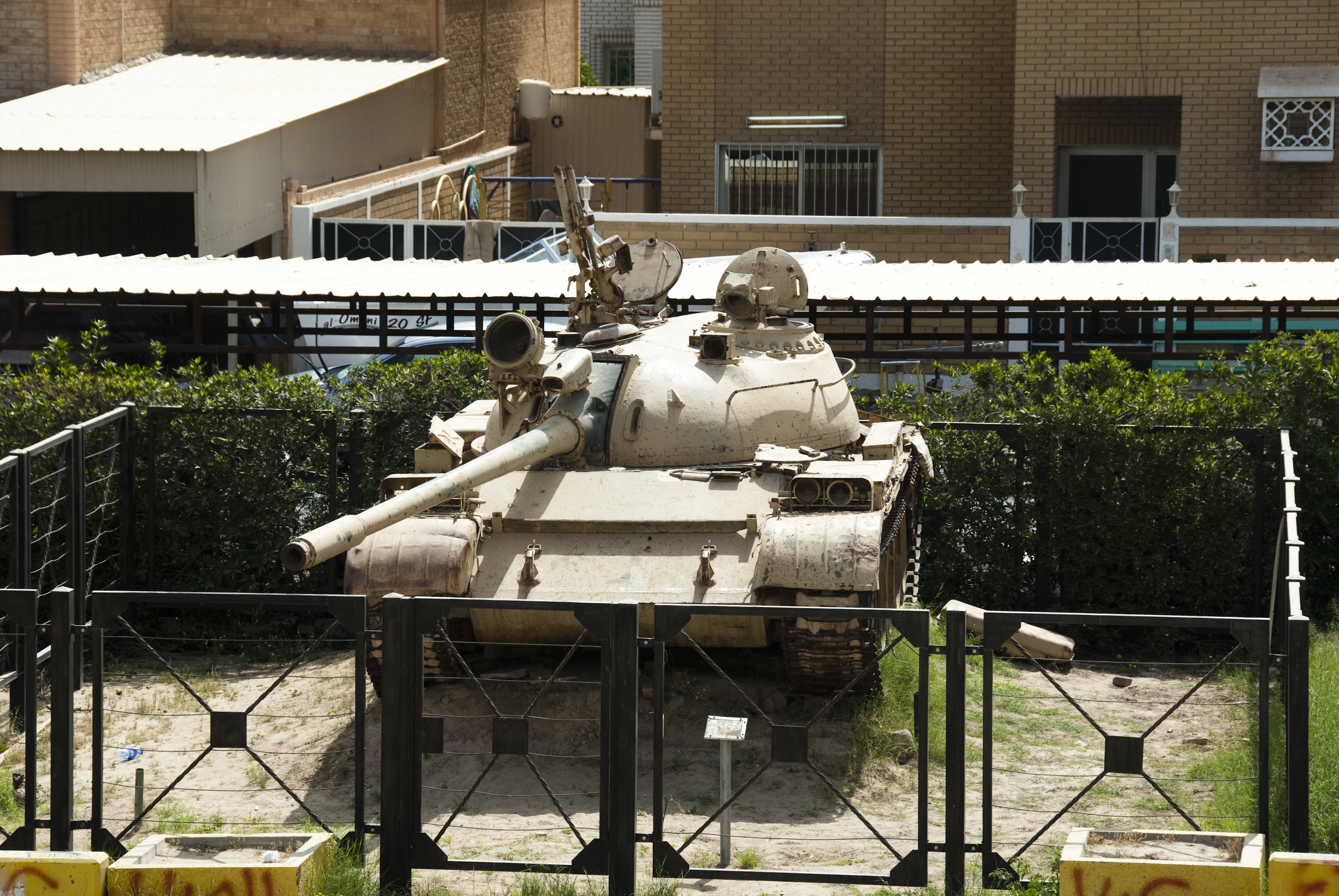
伊拉克展出的69式坦克

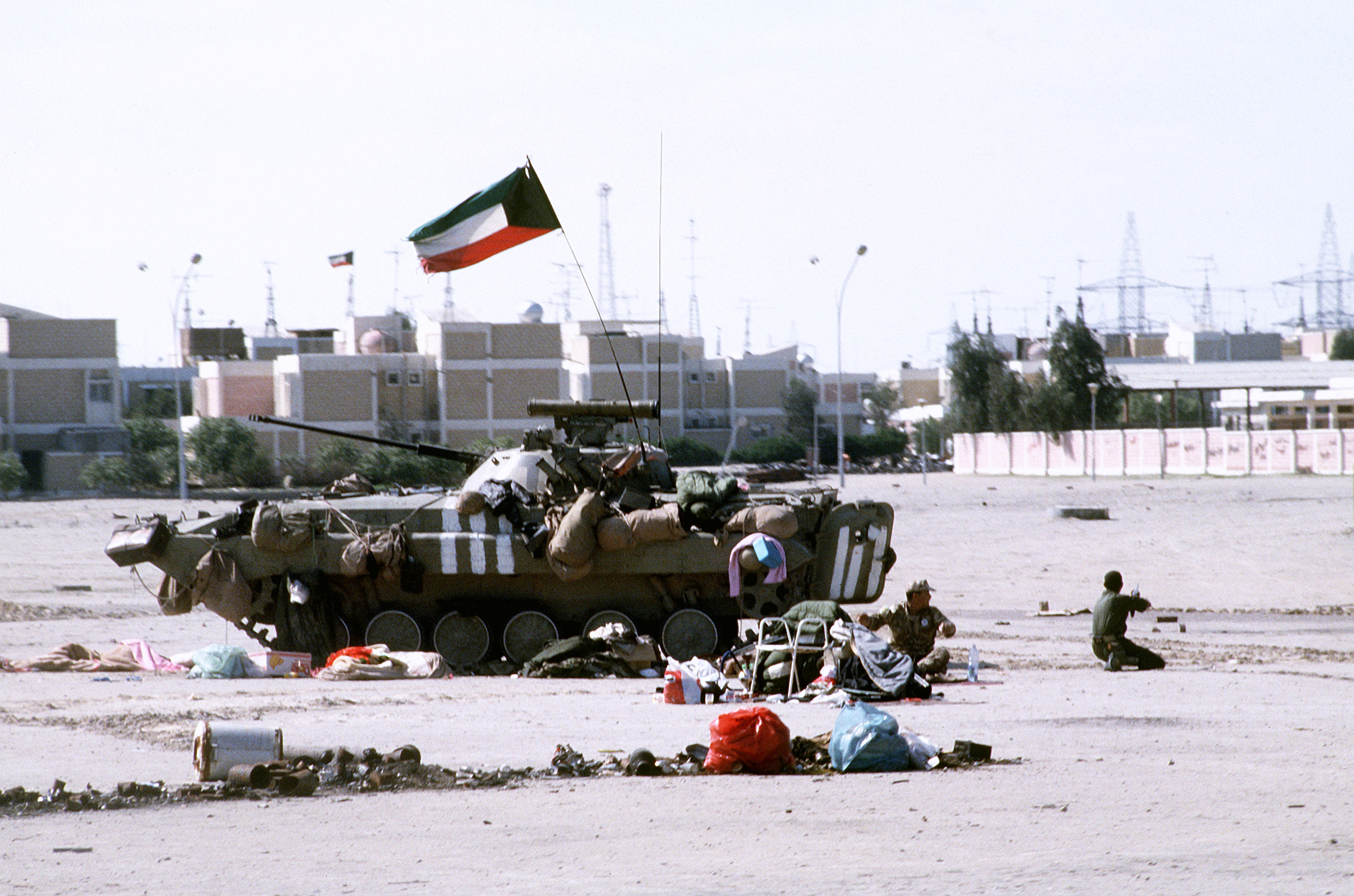
1990年，科威特士兵和BMP-2战车打击伊拉克军队，沙漠盾牌行动。科威特继续与海湾战争联盟国家保持牢固的关系。

伊拉克当地时间1990年8月2日凌晨2时，伊拉克共和国卫队的四个精锐师以及相当于一个师兵力的特种部队发动了入侵科威特的行动。其主攻的科威特市方向由装备了直升机和舰艇的突击队负责（详见条目达斯曼宫战役），其他几个师则负责占领机场以及两个空军基地。
为了支援这些部队，伊拉克陆军派出了一个中队的Mil Mi-25 战斗直升机，若干单位的Mi-8和Mi-17型运输直升机，以及一中队的Bell412型直升飞机。直升机单位的首要任务就是运输和支援伊拉克突击队进入科威特市，以及随后支援地面部队推进。伊拉克空军至少有两个空军中队的苏霍伊Su-22，一架苏-25，一架幻影F1和两架米格-23战斗轰炸机参与了行动。伊拉克空军的主要任务是通过对两个空军基地有限的空中打击来建立空中优势。科威特空军主要由幻影F1s和A-4天鹰式攻击机组成。与此同时，首都科威特市的某些目标受到了伊拉克飞机的炸弹袭击。
尽管伊拉克几个月来磨刀霍霍，科威特却并没有警惕，并因此被打了个措手不及。伊拉克最初的地面部队推进痕迹是由装备了雷达的浮空器发现的，当时伊拉克装甲部队正在向南推进。科威特海、陆、空三军进行了抵抗，但是寡不敌众。在科威特中心地区，第三十五装甲旅部署了大约一个营的酋长坦克，步兵战车，以及炮兵连以反击和阻滞伊拉克部队在西科威特城附近的行动。在南部，第十五装甲旅迅速的将部队撤退到沙特阿拉伯境内。海军方面，两艘导弹快艇避免了被俘虏或破坏的下场。
尽管科威特空军緊急升空，但仍有大约百分之二十的飞机损失或被俘。在科威特城外一场与伊拉克直升机空降部队的战斗中，伊拉克精锐部队遭受了大量的损失，同时也有几个架次的飞机对伊拉克地面部队进行了攻击。剩下的百分之八十的飞机被疏散到了沙特阿拉伯和巴林，在机场跑道超负荷的时候，甚至有一些飞机是在邻近基地的高速公路上直接起飞的。这些飞机在海湾战争中并没有直接投入战斗，而是以“自由科威特空军”的身份协助沙特阿拉伯在也门南部边界进行巡逻。也门当时因为也门-伊拉克协约而被沙特阿拉伯视做潜在威胁。
伊拉克军队攻击了皇家住所代斯曼宫，爆發了代斯曼宫战役。科威特埃米尔卫队协同当地警察以及裝甲部隊设法击退了伊拉克特种部队的空降攻击，但宫殿最终在伊拉克海军陸戰隊登陆后陷落（宫殿坐落于海边）。尽管科威特国家卫队以及增援的埃米尔卫队到达，他们最终未能夺回宫殿。伊拉克共和国卫队的坦克在几个小时的激烈战斗后开进科威特城。
科威特埃米尔贾比尔·艾哈迈德·萨巴赫此时已经逃离到沙特阿拉伯沙漠之中。他的弟弟谢赫·法赫德·艾哈迈德·萨巴赫在保卫代斯曼宫的战斗中中弹身亡，同时根据一名伊拉克士兵所言，他的尸体被特意放置在坦克前碾过。
当入侵的第一天快要结束时，整个科威特只剩下孤立的几处抵抗。到8月3号，最后的一些部队绝望的占据咽喉要道和防御工事进行反抗，直到弹尽粮绝或被伊拉克军队击败。阿里·萨利姆空军基地是到8月3号为止唯一还在科威特空军手中的基地，因此科威特空军从沙特阿拉伯补充了该基地的供给以尝试建立一个防御点。然而，截至黄昏时刻，阿里·萨利姆基地最终被伊拉克军队占领。至此，所有的科威特部队被击败或被迫撤退只是一个时间问题。

## 科威特抵抗运动
科威特随后成立了地区武装抵抗运动组织。大多数在占领时期被逮捕、折磨、以及处死的科威特人都是平民。而科威特抵抗人员的死亡率大大超过部队以及西方人质，因为这些抵抗组织大多由缺乏军事训练和引导的平民组成，且伊拉克部隊在兩伊戰爭後早已對巷戰與反游擊戰有充足經驗。

## 余波

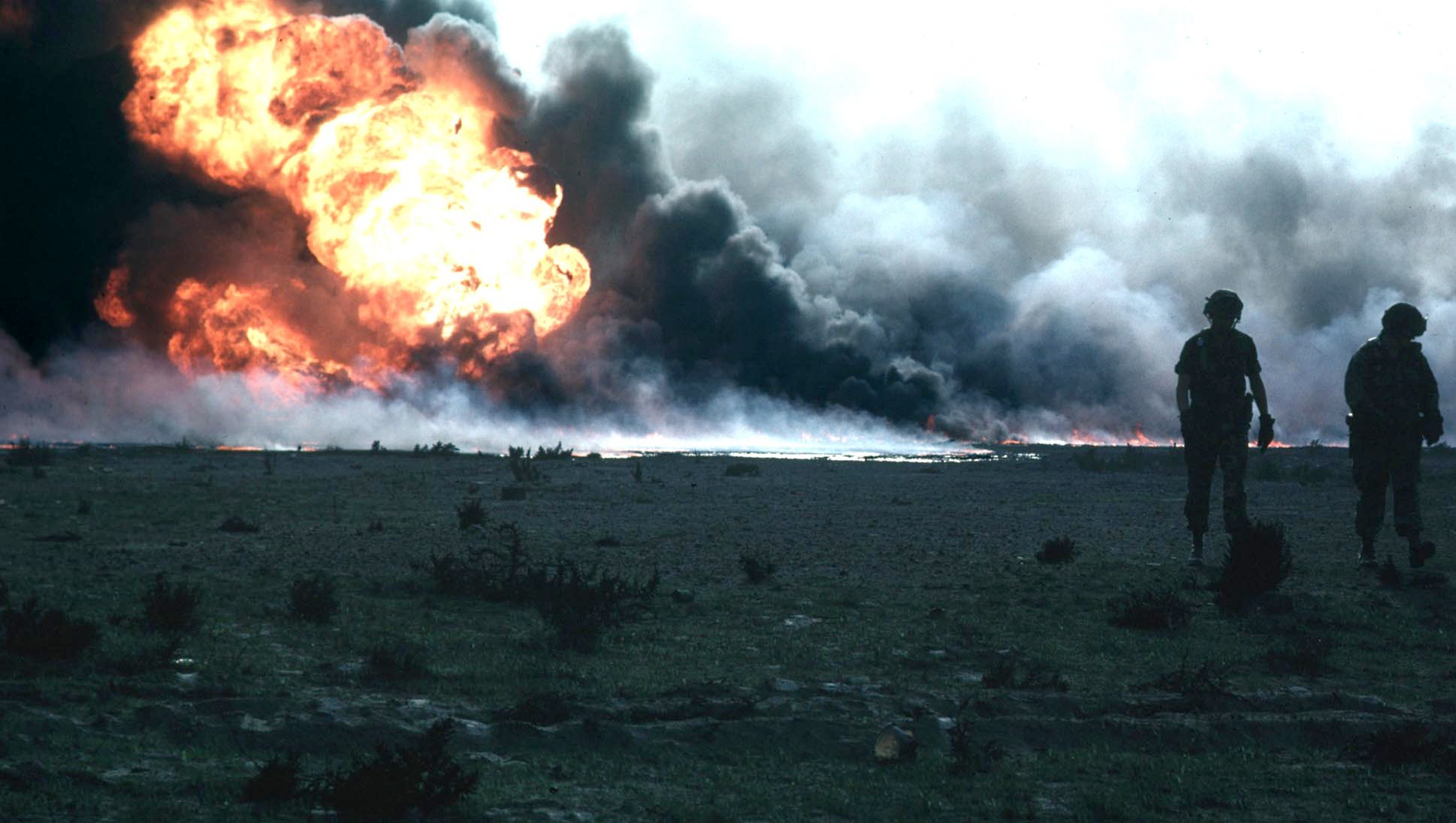
超过600口科威特油田被撤退的伊拉克军队纵火烧毁，对科威特造成了极大的环境和经济损失。

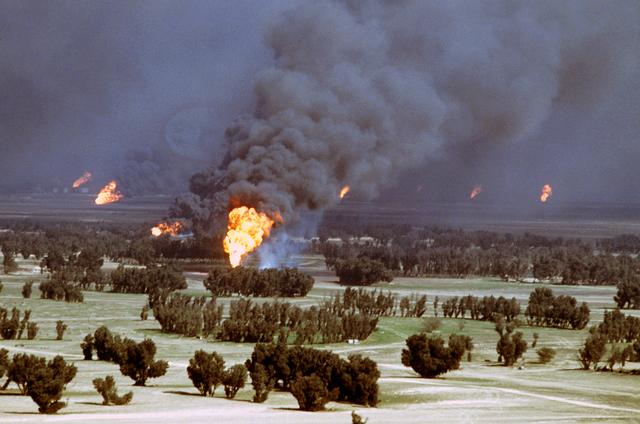
对油井纵火这一行为是伊拉克军队撤退时焦土政策的结果。

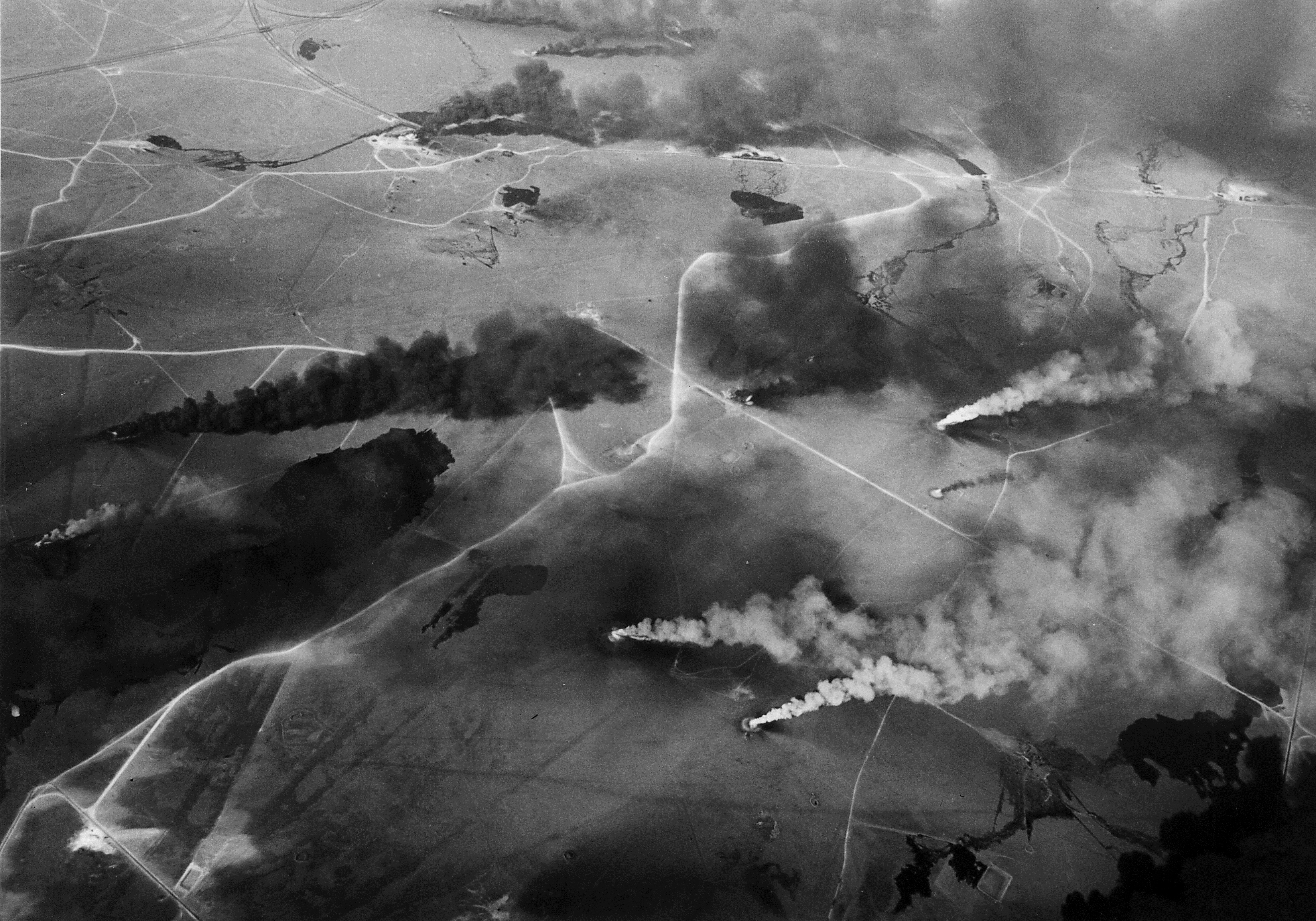
着火的油井

伊拉克胜利后，萨达姆·侯赛因指派阿拉·侯赛因·阿里出任“自由科威特临时政府”的名义首相，以及阿里·侯赛因·马吉德作为科威特政府实际执行长官。被驱逐的科威特皇室开始尝试说服其他国家向伊拉克施压使其撤出科威特。联合国安理会发出了12道决议要求伊拉克军队立刻撤出科威特，但没有起到任何作用。
随着伊拉克-科威特战争的爆发，大约一半科威特的人口逃离了科威特，其中包括40万科威特公民以及数千外国人。印度政府在59天的时间里通过大约488架次航班撤离了超过17万印度海外公民。这是历史上最大的海外公民撤离行动。
在伊拉克7个月的占领期中，萨达姆·侯赛因的军队抢劫了大量属于科威特的财富并有违反人权的行为。一份2005年的研究指出，伊拉克的占领行为对科威特国民的健康造成了长期的负面影响。

### 国际谴责及海湾战争

1991年2月24-28日，沙漠风暴行动中地面部队的移动

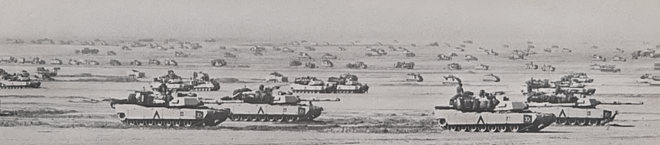
沙漠风暴行动期间美国第三装甲师坦克

当伊拉克军队占领且吞并科威特之后，萨达姆·侯赛因罢黜了科威特酋长，并任命阿里·哈桑·马吉德作为科威特政府实际执行长官。
伊拉克对科威特的入侵和占领遭到了世界主要国家的一致谴责。甚至是传统上被认为与伊拉克关系良好的国家，像是法国和印度，都呼吁伊拉克立即从科威特撤退。一些国家，比如苏联和中国，对伊拉克实施了武器禁运。北约成员国对伊拉克的入侵行为采取了尤为严厉的态度。到1990年末，美国向伊拉克发出了战争的最后通牒，要求其军队于1991年1月15日前撤出科威特。
1990年8月3日，联合国安理会通过了660号决议谴责伊拉克入侵科威特的行为，并要求伊拉克无条件的将所有军队撤出科威特。
在主要国家与伊拉克的一系列协商失败之后，1991年一月中旬，由美国领导的联盟向伊拉克以及驻扎在科威特的伊拉克军队发动了一系列大规模的军事打击。截至1月16日，联盟空军摧毁了伊拉克空军，并瞄准了几处伊拉克军事目标。敌对行为持续到2月底，到2月25号，科威特正式宣布被解放。1991年3月15日，科威特酋长在被驱逐超过8个月后回国。在伊拉克占领期间，超过1000名科威特公民被杀，並有超过30万公民逃离科威特。據紐約時報指，科威特动物园內的一些动物，如羚羊、駱駝、非洲冕豪豬，被伊拉克士兵于兽笼内射杀，並当野味烤来吃。

### 海湾战争后

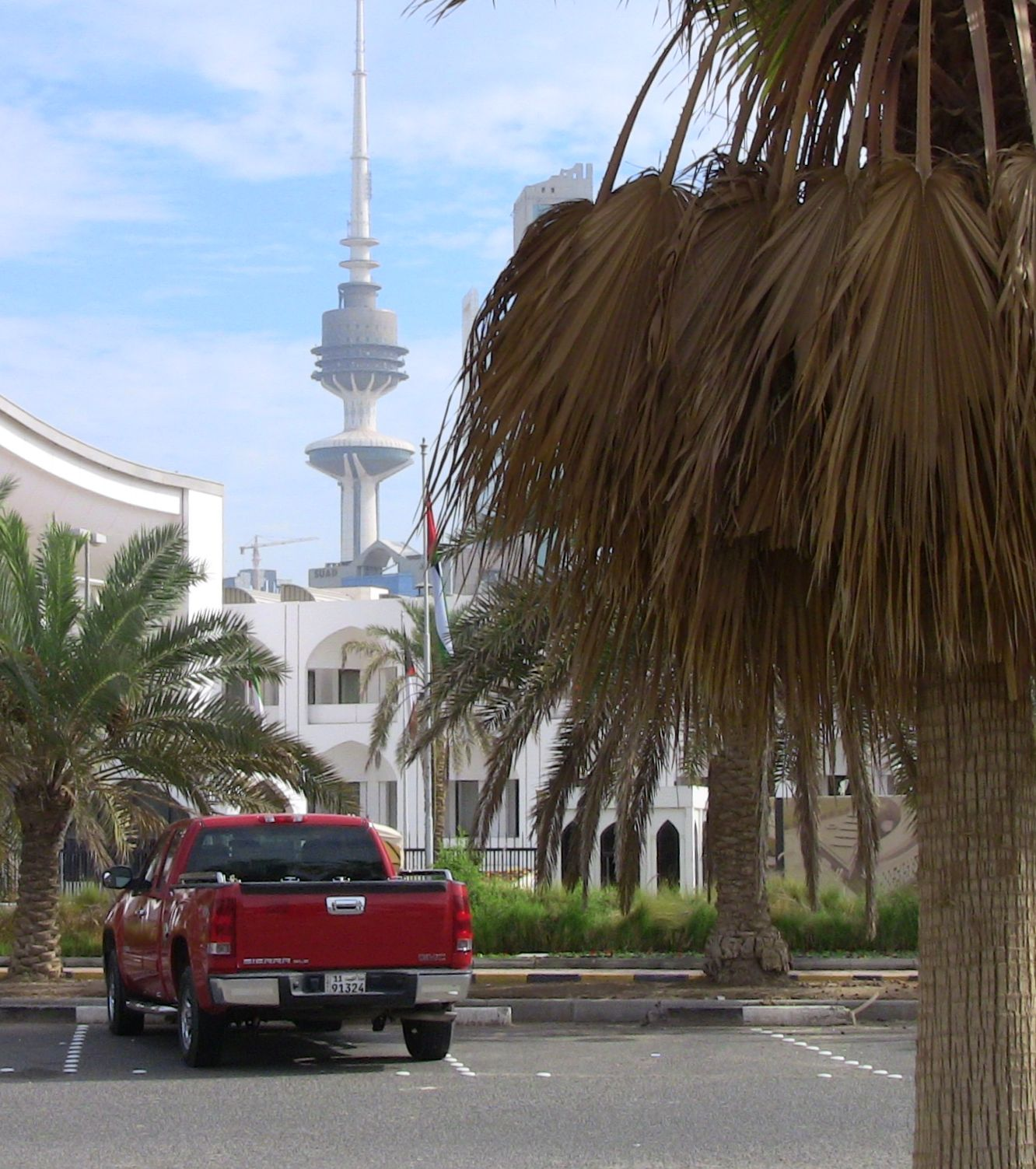
科威特电视塔又被称作自由塔因为它是在解放科威特之后建成的。

在2002年12月，萨达姆·侯赛因就1990年对科威特的入侵之事道歉。两年后，巴勒斯坦领导人同样对在战争时期支持萨达姆而道歉。萨达姆长期的同盟，也门的总统阿里·阿卜杜拉·萨利赫支持了伊拉克对科威特的入侵。因此，当伊拉克在海湾战争中失败后，所有的也门人都被科威特政府驱逐出境。